# 58498 Octaviopaz
58498 Octaviopaz è un asteroide della fascia principale. Scoperto nel 1996, presenta un'orbita caratterizzata da un semiasse maggiore pari a 2,7321526 UA e da un'eccentricità di 0,0702809, inclinata di 3,90262° rispetto all'eclittica.